# Угрызения (фильм)
«Угрызения» (англ. Eating Out) — фильм 2004 года режиссёра К. Аллана Брока в жанре комедия.  У фильма имеется четыре продолжения.

## Сюжет
Калеб — гетеросексуал, которого только что бросила его девушка Тиффани. Его друг Кайл — гей. Он говорит Калебу, что хотя и имеет проблемы в отношениях с парнями, зато он может заполучить любую девушку, так как девушки-гетеросексуалки любят парней-геев.
Позже на вечеринке Калеб влюбляется в Гвен, девушку, которая любит встречаться только с геями. А в Калеба влюбляется Марк — друг и бывший парень Гвен. И тогда Кайл придумывает план. Он говорит Гвен, что Калеб — гей, чтобы она свела его с Марком. Кайл полагает, что это поможет Калебу добиться Гвен, а сам использует Калеба, чтобы добиться Марка, в которого уже давно влюблён. Также есть шанс отомстить Тиффани, которая живёт по соседству с Гвен и Марком. Её разозлит то, что Калеб теперь встречается с Марком.
Вскоре, когда всё зашло слишком далеко, Калеб приглашает Гвен и Марка на ужин, чтобы обо всём рассказать. Когда они приходят, Калеб обнаруживает, что Кайл пригласил и его родителей. Кайл хочет, чтобы Гвен изображала девушку Калеба перед его родителями, а Марка просит изображать, что они с ним вместе.
После ухода родителей Гвен и Марк узнают всю схему. Гвен остаётся с Калебом, а Марк говорит Кайлу, что он ему всегда нравился, но тот всё время делал вид, что не интересуется им.

## В ролях
- Скотт Лансфорд — Калеб
- Джим Веррарос — Кайл
- Райан Карнс — Марк
- Эмили Брук Хэндс — Гвен
- Ребека Кочан — Тиффани
- Натали Бёрдж — Марси

## Продолжения
В 2006 году вышло продолжение фильма под названием «Угрызения 2: В(л)ажные моменты», где Райана Карнса заменил Бретт Чакерман в роли Марка. В 2009 году вышла третья часть — «Угрызения 3: Всё, что вы можете съесть». В 2011 году вышло сразу два продолжения: «Угрызения 4: Театральный кружок» и «Угрызения 5: Отвязный уик-энд».